# Ghiacciaio Rippon
Il ghiacciaio Rippon è un piccolo ghiacciaio situato sulla costa di Kemp, nella Terra di Enderby, in Antartide. Il ghiacciaio si trova in particolare a sud-ovest dell'altopiano di Re Edoardo, dove fluisce verso sud, scorrendo lungo il fianco orientale del picco Svartnipa, fino a unire il proprio flusso a quello del ghiacciaio Seaton.

## Storia
Il ghiacciaio Rippon è stato avvistato per la prima volta nel 1956 durante una ricognizione aerea effettuata nel corso di una delle spedizioni di ricerca antartica australiane. In seguito il ghiacciaio è stato mappato e così battezzato dal Comitato australiano per i toponimi e le medaglie antartici in onore di Ralph Rippon, un sergente dell'aeronautica militare australiana di stanza alla stazione Mawson nel 1959.

## Condizioni meteo
Poco a sud del ghiacciaio Rippon è presente un'ampia valle formata dai ghiacciai Robert e Wilma, i quali, assieme al Seaton e al Rippon (che, come detto, si unisce al Seaton), confluiscono poi nella piattaforma glaciale Edoardo VIII. A Ovest della valle ci sono le montagne di Napier, che si estendono verso nord-ovest a partire dal monte Elkins, e ancora più a ovest ci sono le montagne Tula, oltre le quali il ghiacciaio Beaver fluisce dentro la baia di Amundsen. Ricerche in merito hanno dimostrato che tutte queste formazioni contribuiscono collettivamente a modificare la dinamica della circolazione atmosferica su vasta scala, con cambiamenti estremi che possono avvenire a breve distanza sia di tempo sia di spazio.